# Chrysomya albiceps
A Chrysomya albiceps a fémeslégyfélék (vagy dongólegyek) családjának Chrysomya nemébe tartozó faj. Összetéveszthető a selymes dögléggyel, mindkettőre használják a fémzöld döglégy magyar nevet. A fehérfejű- és vörösszemű döglégy elnevezések is lehetségesek, de nem terjedtek el.
Több más döglégyhez hasonlóan a légynyüvesség (myiasis) okozója, mivel petéit élő állatok apró sebeire is rakhatja. Rothadó hússal, vagy más kétszárnyúak, esetleg saját faja lárváival táplálkozik, azaz vegyesen dögevő és ragadozó. Európában, Afrikában és Ázsiában rendszerint ez az első dögevő, amely megtalálja a tetemet, ezért a törvényszéki rovartanban is fontos szerepet játszik. Jelenleg gyors ütemben terjed Dél-Amerikában, kiszorítva az ott őshonos Cochliomya macellaria fajt.